# Изделие Д
Изделие Д «Дятел» — советский стрелково-гранатометный комплекс малого демаскирующего действия созданный в 60-х годах XX века. Построен на основе однозарядного пистолета со скользяще-поворотным затвором из которого можно вести огонь патронами калибра 9 мм и гранатами калибра 30 мм. Бесшумность стрельбы достигается запиранием пороховых газов в гильзе патрона. Долгое время комплекс находился на вооружении сил специального назначения КГБ, ВС СССР и армейской войсковой разведки, был вытеснен системами на основе автоматов Калашникова (см. например 6С1 «Канарейка»).

## Конструктивные особенности
Представляет собой однозарядный пистолет под специальный боеприпас калибра 9 мм с ручным перезаряжанием. Используются два вида патронов: ПФАМ «Фаланга» с бронебойной пулей (масса около 28 г, начальная скорость 260 м/с) и вышибной патрон ПМАМ «Мундштук», обеспечивающий выталкивание гранаты из надульной насадки оружия. Сверху на ствольной коробке выполнен регулируемый открытый прицел для стрельбы обычными боеприпасами. Для стрельбы гранатами на ствол пистолета устанавливается надульная насадка с внутренним калибром 30 мм, a на левой стороне оружия предусмотрен дополнительный прицел. Для прицельного огня оружие комплектуется регулируемой сошкой.